# Svajarmsflageolett
Svajarmsflageolett (eller whammybar harmonics) är en gitarrteknik som går ut på att gitarristen sänker svajarmen maximalt, snärtar till en sträng och håller ett finger över någon punkt på strängen för att framkalla en flageolett. När svajarmen därefter släpps frambringas en skrikig ton. Denna manöver är enklast att utföra på G-strängen.